# تشارلز ويليام آدامز
تشارلز ويليام آدامز (بالإنجليزية: Charles William Adams)‏ هو عالم فلك نيوزيلندي، ولد في 7 يوليو 1840، وتوفي في 29 أكتوبر 1918.